# Peter Thorup
Peter Thorup, född 14 december 1948, död 3 augusti 2007 i Rönne på Bornholm, var en dansk gitarrist, sångare, kompositör och producent.
Sitt genombrott fick han med gruppen Beefeaters, och senare blev han känd som medlem i bluesgruppen CCS.

## Diskografi
Soloalbum
- Wake Up Your Mind (1970)
- Rejsen til Kina (1978)
- Noget om Peter Thorup og Halfdan Rasmussen (1981)
- Digte af Emil Aarestrup (1982)

Övrigt
- "I’m Wild About You" (singel) – Blackpools (1965)
- Beefeaters – Beefeaters (1967)
- Meet You There – Beefeaters (1969)
- The New Church – New Church (1970)
- CCS – CCS (1970)
- CCS II – CCS (1972)
- The Best Band in the Land – CCS (1973)
- Snape – Snape (1974)
- Accidently born in New Orleans – Snape (1975)
- The Best of CCS – CCS (samlingsalbum) (1977)
- Thin Slices – Peter Thorup Trio (1978)
- Gamle Sange – I live – Dissing & Thorup (1979)
- 16 Tons (På Midtfyn-Live) – Den Benhårde Trio (1979)
- Yderst Ude – Dissing, Thorup, Gudman, Knut (1980)
- Tre Kolde – Den Benhårde Trio (1983)
- Verden er gal – Anne Grete med Peter Thorup (1987)
- Thorup 16 Tons Trio – Peter Thorup Trio (1987)
- Ku’ Det Tænkes? – Peter Thorup med Thor Backhausen (2004)
- "Glade Jul" (singel) – Peter Thorup & Ole Frimer (2005)
- På stedet – Peter Thorup & Ole Frimer (2006)